# Molophilus (Molophilus) ctenophorus
Molophilus (Molophilus) ctenophorus is een tweevleugelige uit de familie steltmuggen (Limoniidae). De soort komt voor in het Neotropisch gebied.